# Raymond (Cher)
Raymond és un municipi francès, situat al departament de Cher i a la regió de Centre – Vall del Loira. L'any 2007 tenia 199 habitants.

## Demografia

### Població
El 2007 la població de fet de Raymond era de 199 persones. Hi havia 73 famílies, de les quals 19 eren unipersonals (11 homes vivint sols i 8 dones vivint soles), 23 parelles sense fills, 23 parelles amb fills i 8 famílies monoparentals amb fills.
La població ha evolucionat segons el següent gràfic:
Habitants censats

### Habitatges
El 2007 hi havia 100 habitatges, 75 eren l'habitatge principal de la família, 10 eren segones residències i 14 estaven desocupats. 99 eren cases i 1 era un apartament. Dels 75 habitatges principals, 59 estaven ocupats pels seus propietaris, 13 estaven llogats i ocupats pels llogaters i 3 estaven cedits a títol gratuït; 4 tenien dues cambres, 7 en tenien tres, 21 en tenien quatre i 44 en tenien cinc o més. 63 habitatges disposaven pel capbaix d'una plaça de pàrquing. A 26 habitatges hi havia un automòbil i a 43 n'hi havia dos o més.

### Piràmide de població
La piràmide de població per edats i sexe el 2009 era:
| Homes | Edats   | Dones |
| ----- | ------- | ----- |
| 0     | 95 o +  | 0     |
| 0     | 90 a 94 | 4     |
| 0     | 85 a 89 | 0     |
| 0     | 80 a 84 | 0     |
| 4     | 75 a 79 | 8     |
| 0     | 70 a 74 | 0     |
| 8     | 65 a 69 | 8     |
| 4     | 60 a 64 | 4     |
| 0     | 55 a 59 | 4     |
| 4     | 50 a 54 | 0     |
| 4     | 45 a 49 | 8     |
| 8     | 40 a 44 | 4     |
| 8     | 35 a 39 | 0     |
| 4     | 30 a 34 | 4     |
| 12    | 25 a 29 | 20    |
| 8     | 20 a 24 | 4     |
| 0     | 15 a 19 | 12    |
| 4     | 10 a 14 | 4     |
| 4     | 5 a 9   | 4     |
| 0     | 0 a 4   | 0     |

## Economia
El 2007 la població en edat de treballar era de 115 persones, 86 eren actives i 29 eren inactives. De les 86 persones actives 81 estaven ocupades (46 homes i 35 dones) i 6 estaven aturades (1 home i 5 dones). De les 29 persones inactives 13 estaven jubilades, 7 estaven estudiant i 9 estaven classificades com a «altres inactius».

### Ingressos
El 2009 a Raymond hi havia 75 unitats fiscals que integraven 191 persones, la mediana anual d'ingressos fiscals per persona era de 16.967 €.

### Activitats econòmiques
Dels 6 establiments que hi havia el 2007, 1 era d'una empresa de fabricació d'altres productes industrials, 2 d'empreses de comerç i reparació d'automòbils, 1 d'una empresa d'hostatgeria i restauració, 1 d'una empresa de serveis i 1 d'una entitat de l'administració pública.
L'únic servei als particulars que hi havia el 2009 era un restaurant.
L'any 2000 a Raymond hi havia 9 explotacions agrícoles que ocupaven un total de 1.055 hectàrees.

## Equipaments sanitaris i escolars
El 2009 hi havia una escola elemental integrada dins d'un grup escolar amb les comunes properes formant una escola dispersa.

## Poblacions més properes
El següent diagrama mostra les poblacions més properes.